# 2010年デルレイビーチ国際テニス選手権
The 2010年デルレイビーチ国際テニス選手権(2010 Delray Beach International Tennis Championships)は、2010年2月22日から2月28日にかけてアメリカ・フロリダ州デルレイビーチのデルレイビーチ・テニスセンターにて開催された、男子プロテニスツアーのATPツアー250シリーズトーナメント大会である。サーフェスは屋外ハードコート。

## シングルス

### シード選手
| 国           | 選手                     | ランキング* | シード |
| ------------ | ------------------------ | ----------- | ------ |
| ドイツ       | トミー・ハース           | 18          | 1      |
| クロアチア   | イボ・カロビッチ         | 33          | 2      |
| ドイツ       | ベンヤミン・ベッカー     | 40          | 3      |
| フランス     | ジェレミー・シャルディー | 41          | 4      |
| カザフスタン | エフゲニー・コロレフ     | 49          | 5      |
| ドイツ       | フロリアン・マイヤー     | 51          | 6      |
| アメリカ     | ジェームズ・ブレーク     | 55          | 7      |
| アメリカ     | マイケル・ラッセル       | 68          | 8      |

- 2010年2月15日付のATPランキングに基づく

### 主催者推薦
以下の3名が主催者推薦で本戦に出場した。
- トミー・ハース
- セバスチャン・グロージャン
- ヴィンセント・スペーディア

### 予選勝者
以下の4名が予選を勝ち上がり本戦に出場した。
- ケビン・アンダーソン
- ライアン・ハリソン
- ロバート・ケンドリック
- ニック・リンダール

## 優勝

### シングルス
エルネスツ・グルビス def.  イボ・カロビッチ, 6–2, 6–3
- グルビスにとってキャリア初のシングルスタイトル獲得[1]。ラトビア国籍の選手としてツアー史上初のシングルスタイトル獲得となった[2]。

### ダブルス
ボブ・ブライアン /  マイク・ブライアン def.  フィリップ・マルクス /  イゴール・ゼレネイ, 6–3, 7–6(3)
- 同部門前年度優勝ペアのブライアン兄弟が大会連覇。ボブにとって今シーズン2度目、キャリア通算58度目のツアーダブルスタイトル獲得となり、マイクにとって今シーズン2度目、キャリア通算60度目のツアーダブルスタイトル獲得となった[3]。